# 卡斯特洪山脈
41°56′35″N 0°59′10″W / 41.94306°N 0.98611°W
卡斯特洪山脈（西班牙語：Montes de Castejón），是西班牙的山脈，位於該國東北部阿拉貢自治區，處於薩拉戈薩以北30公里，最高點海拔高度747米，以該地區的城鎮卡斯特洪德瓦爾德哈薩命名。